# 네티켓
네티켓(netiquette) 또는 인터넷 예절 혹은 인터넷 예의는 인터넷 공간에서 지켜야 할 예의범절이다. 영어 네티켓은 네트워크(network)와 에티켓(etiquette)의 합성어이다.
네티켓은 법적 제재에 의존하는 타율적 해결보다는 네티즌 스스로 자율적으로 사이버공간의 문제를 미리 방지하고 이성적으로 해결해 나가자는 적극적인 의미를 갖는다. (인터넷 공간은 절대로 가상의 익명 공간이 아니라는 인식이 필요하다.)

## 종류
네티켓의 종류는 다음과 같다.
- 전자우편을 사용할 때의 네티켓
- 온라인 대화를 할 때의 네티켓
- 메일링리스트 사용 및 그룹토의를 할 때의 네티켓
- 유스넷(usenet) 뉴스를 사용할 때의 네티켓
- 웹(WWW)문서를 작성할 때의 네티켓
- 원격접속(Telnet)이나 파일전송(FTP)을 할 때의 네티켓
- PC통신 예절
- 운영자 네티켓
- 이용자 네티켓

## 네티켓 십계명
https://web.archive.org/web/20140319070422/http://www.i-museum.or.kr/sub04/04/netiquette_read2.jsp
1994년 미국 플로리다대학교의 버지니아 셰어 교수가 제시한 '네티켓의 핵심원칙(아래)`이 세계적으로 인정되어 그 기준이 되고 있다.
1. 가상공간에서 만나는 상대방이 나와 같은 사람임을 기억하여야 합니다.
2. 실제 생활에서 적용된 것과 같은 기준과 행동을 고수하여야 합니다.
3. 현재 자신이 어떤 곳에 접속해 있는지 알고, 그곳 문화에 어울리게 행동하여야 합니다.
4. 다른 사람의 시간을 존중하여야 합니다.
5. 온라인상의 당신 자신을 근사하게 만들어야 합니다.
6. 전문적인 지식을 공유하여야 합니다.
7. 논쟁은 절제된 감정 아래 행하여야 합니다.
8. 다른 사람의 사생활을 존중하여야 합니다.
9. 당신의 권력을 남용하지 말아야 합니다.
10. 다른 사람의 실수를 용서하여야 합니다.

## 네티켓을 지키지 않게 되면 생길 수 있는 일
다음과 같은 현상이 일어날 가능성이 높아지게 된다.
- 음란·폭력 정보의 유통
- 허위정보
- 컴퓨터 바이러스,유사 바이러스 유포
- 해킹(hacking)
- 사생활 침해, 개인정보유출
- 재산권 침해
- 무단 광고(spam)